# Chênehutte-Trèves-Cunault
Pour les articles homonymes, voir Trèves.
Chênehutte-Trèves-Cunault est une ancienne commune française située dans le département de Maine-et-Loire, en région Pays de la Loire, devenue le 1er janvier 2016, une commune déléguée de la commune nouvelle de Gennes-Val de Loire, puis, le 1er janvier 2018, de Gennes-Val-de-Loire.
La commune est née en 1973 de la fusion des anciennes communes de Chênehutte-les-Tuffeaux et Trèves-Cunault.

## Géographie

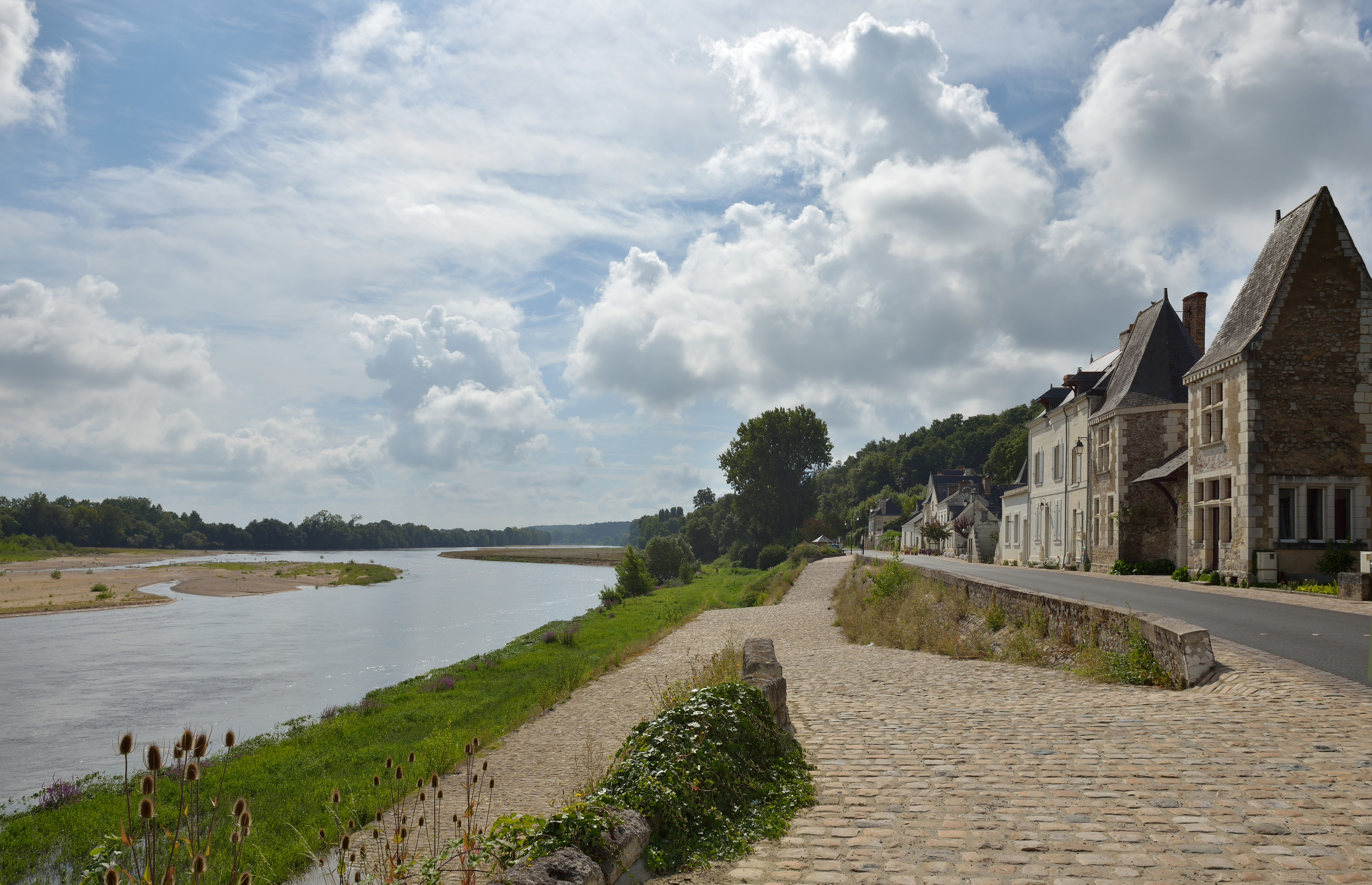
Les bords de la Loire à Chênehutte-Trèves-Cunault.

### Localisation
Commune du nord Saumurois, Chênehutte-Trèves-Cunault est un petit village d’Anjou situé sur la rive gauche de la Loire, qui se trouve sur les routes D 751, Gennes - Saumur, et D 214, Forges puis Doué la Fontaine.

### Géologie et relief
L'altitude de la commune varie de 20 à 96 mètres, et son territoire s'étend sur près de 28 km2 (2 761 hectares).
La commune se situe sur les unités paysagères du Val d'Anjou et du Plateau du Saumurois.

## Toponymie et héraldique

### Toponymie

#### Nom de Chênehutte
Formes anciennes du nom de Chênehutte : Carnonensis pagus au VIe siècle, Canauthia en 1044 - 1055, Caneutia en 1055 - 1070, Chenchute en 1793, Chenchute et les Tuffeaux en 1801, à la suite de son regroupement entre 1793 et 1794 avec Les Tuffeaux, puis Chênehutte-les-Tuffeaux, et Chênehutte-Trèves-Cunault à la suite de son regroupement en 1973 avec Trèves-Cunault,,.
Carnonensis pagus semble être une cacographie pour *Canotensis pagus comme l'indiquent les formes suivantes. La forme actuelle Chênehutte est récente et résulte d'une réinterprétation graphique moderne d'après les mots français chêne et hutte.

#### Nom de Trèves
En 769, les archives de Saint-Aubin nomment Clementiniaeum le pays appelé aujourd’hui Trèves. Comme les autres villages de la rive gauche de la Loire, Clementiniaeum avait essaimé sur la rive droite et formait avec cet essaim une seule population[réf. nécessaire]. Le Clementiniaeum de la rive droite conserva son nom transformé en celui de Saint-Clément, sans doute parce que l’église paroissiale qui y fut fondée en même temps que celle des Rosiers, fut, pour se conformer au vocable primitif, dédiée à saint Clément. Mais depuis longtemps, le Clementiniaeum de la rive gauche avait échangé son premier nom contre celui de Trèves. Le vocable Clementiniaeum pose un certain nombre de problèmes, car il ne correspond à aucun type toponymique attesté dans le nord de la Gaule. Peut-être faut il lire *Clementiniacum, nom de lieu gallo-roman en -acum, précédé de l'anthroponyme latin Clementinus (porté par un indigène).
Trèves est attesté sous les formes de Trevie en 1036, Trevis castro en 1035-1053, Treves en 1793, Trèves en 1801, puis Trêves, avant de devenir Trèves-Cunault en 1839 après son rapprochement avec Cunault.
Célestin Port fait dériver le nom de Trèves du mot breton tref, issu du vieux breton treb, qui veut dire chapelle succursale ou fillette. Depuis, les recherches toponymiques ont montré qu'aucun toponyme d'origine brittonique ne pouvait être formellement identifié en dehors de l'aire de diffusion du breton, c'est-à-dire en Bretagne historique. En réalité, certains linguistes associent le nom de Trèves à Trèves (Gard) et Trèves (Rhône) qu'ils relient soit au latin trivium « bifurcation », soit à un nom de personne latin *Trebus non attesté. Il est cependant possible, plutôt que de postuler un nom de personne latin *Trebus non attesté, que Trèves représente en fait le gaulois *treb- « habitation » attesté sous la forme -trebia dans Contrebia en Espagne. Cette racine, qui se perpétue dans le provençal trevar « habiter », est semblable à celle du brittonique treb.
Une légende veut que cette dénomination soit en rapport avec le mot français trêve. Jusqu’au Xe siècle, quoique dépendant du pagus (pays) angevin, Clementiniaeum reste soumis au comte de Blois et en particulier sous la domination du château de Saumur qui s’étendait jusqu’à Gennes et où commandait Gelduin, chef viking passé à la solde du comte de Blois. Surpris un jour par l’approche imprévue d’une armée angevine, Gelduin envoya au-devant du comte Foulques Nerra pour lui proposer de faire accord et trêve. « Trêve, soit, dit le comte, et je veux la faire ici » et prit pied sur le terrain ennemi en élevant là même où il campait, pour tenir en bride le Saumurois, un château fort qui garda le nom. Ainsi du moins le raconte le chroniqueur, moine de Saint-Florent, presque contemporain de l’histoire.

#### Nom de Cunault
Formes anciennes du nom de Cunault : Cunault en 1793 et 1801.
Il s'agit vraisemblablement du nom de personne Cunaud, autrement graphié Cunault, pris absolument, et attesté dans la région. La variante Cunault est attestée par deux actes dans le département de Maine-et-Loire.
Il remonte au germanique Cun-wald (de cun « hardi » cf. allemand kühn « courageux » et de waldan « gouverner » cf. allemand walten « régner »).

### Héraldique
|  | Les armes de la commune se blasonnent ainsi : De gueules, au chevron d'or, chargé vers le chef d'une tour d'argent crénelée de trois pièces, d'une ancre de marinier surmontée d'une crosse d'évêque posées en barre, d'un pic de perreyeur surmonté d'une crosse d'évêque posées en bande, le tout de sable ; accompagné à senestre d'une chêne arraché, à dextre d'une hutte, les deux de sables ; en pointe une gabare de sable habillé d'argent, voguant sur champs d'azur. |

## Histoire

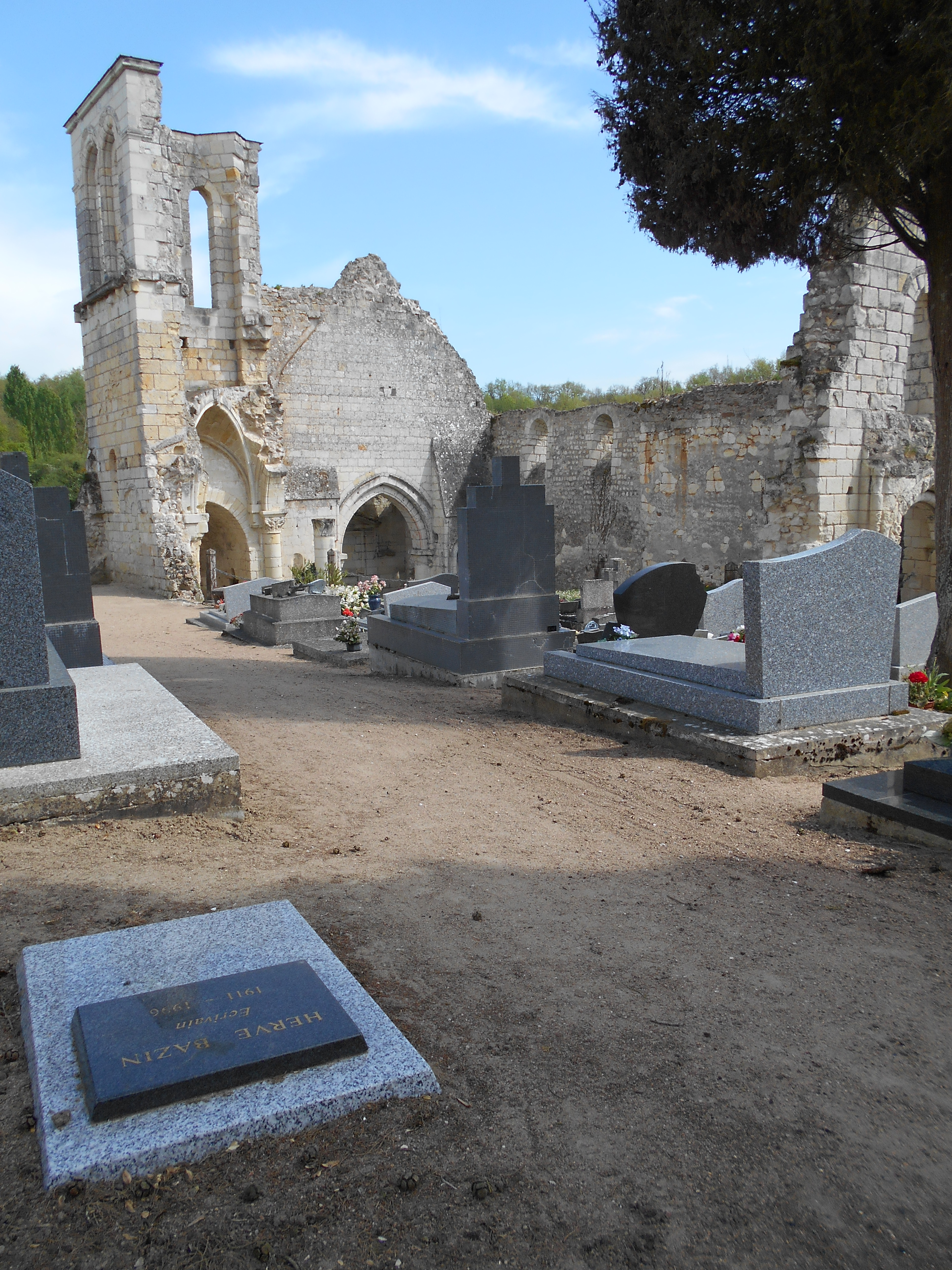
Le cimetière de Cunault avec au première plan la stèle d'Hervé Bazin.

La commune de Chênehutte-Trèves-Cunault résulte de la fusion en 1973 des communes de Chênehutte-les-Tuffeaux et de Trèves-Cunault, toutes deux formées par la réunion de communes antérieures : Chénehutte et Les Tuffeaux, Trèves et Cunault.

### Le château de Trèves
Ce premier château fort a été fondé peu avant 1026 par Foulques Nerra en vue de la prise de Saumur qui, à l'époque, était une possession du comte de Blois. Cette fondation fut comprise dans un programme logistique d'ensemble, car elle fut à peu près contemporaine de celle de Montreuil-Bellay. Le fief a été confié à Herbert/Hubert le Rasoir (Rasorius) de Sablé (en fait, de Champagne (-Parcé) : cf. l'article Mathefelon), qui servait Foulques dans sa guerre de Touraine ; puis à Thibaud le Boutelier et Geoffroy le Fort (dès 1036).
La forteresse fut prise par le comte Foulques Réchin en juin 1068/1069, détruite par son ordre et reconstruite par ses soins vers 1091. Entre-temps, le marché et le port qui existaient à Trèves furent transportés à Cunault. Mais en 1091, marché et port furent restitués à Trèves. Avant les événements de 1068/1069, l'église n'avait pas son emplacement actuel entre le château et la Loire. Selon le cartulaire de Saint-Aubin d'Angers, elle se trouvait dans le château. Le fief est donné à Geoffroy Fulcrade, chevalier, qui se fit ensuite moine à Saint-Florent en 1089, et dont le fils Geoffroy (fl. 1093, 1142) augmenta considérablement le bourg où il fonda les deux prieurés.
En 1147, le seigneur de Trèves est Renaud le Roux, qui part à la croisade avec Louis VII et sa suzeraine directe, Aliénor d'Aquitaine.
En 1206, le château de Trèves soutient victorieusement une attaque de l'armée de Jean sans Terre.
Vers 1230, la guerre entre le roi de France et le roi d'Angleterre inspire les auteurs du Lancelot en prose. Le château de Trèves devient, dans ce long roman, l'une des places fortes aux mains des alliés du roi Arthur et aussi le lieu de naissance de Lancelot du Lac.
Enfin, de possesseurs en possesseurs cités par Célestin Port [Aimery de Loudun, neveu de Gautier de Montsoreau, dans la 1re moitié du XIIe siècle ; Geoffroy de Loudun en 1220, 1228 ; Bouchard de Marmande vers 1258/1259, puis les Sancerre par le mariage en 1357 du comte Jean III avec Marguerite de Marmande : d'où Marguerite de Sancerre, mariée en 1374 au dauphin Béraud II d'Auvergne et en 1408 au maréchal Jacques Ier de Montberon, baron de Maulévrier par son autre mariage], le château et la baronnie de Trèves deviennent la propriété du chancelier de France, Robert Le Maçon (né vers 1365 à Château-† 1443 à Trèves), le 18 août 1416 par achat.

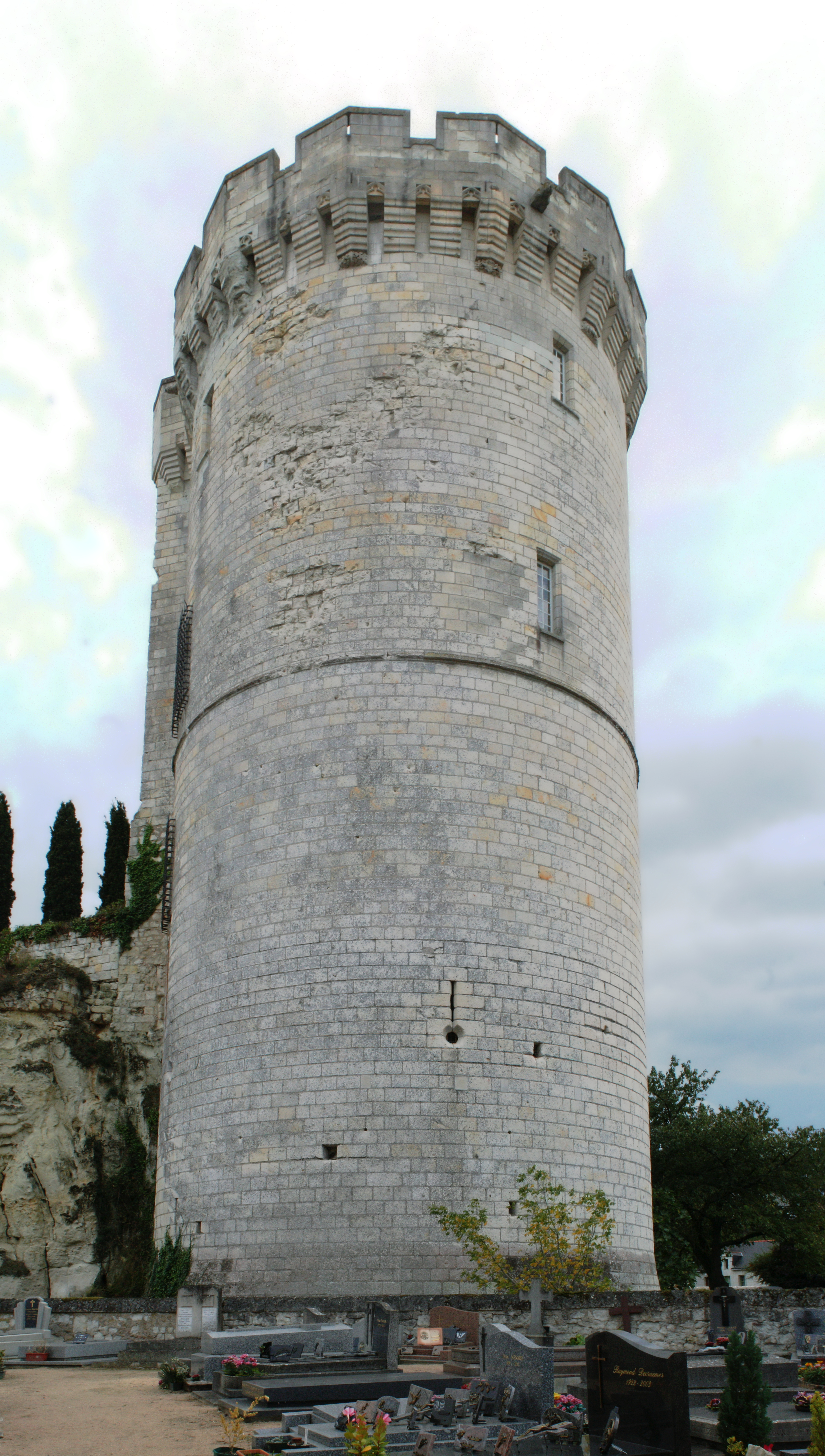
Donjon de Trèves.

En reconnaissance et récompense des services ci-dessus signalés et constatés dans ses lettres patentes du 7 novembre 1420, le Dauphin, futur Charles VII, confirme à Le Maçon tous les droits antérieurs de la baronnie, ajoute ceux de « tribut et péage sur chaque pipe de vin passant la dite rivière de Loire en dévalant ou en montant par battel ou batteaux devant ledit chastel de Trèves ou traversant par charroi ladite châtellerie la somme de 10 deniers ; sur chaque muid de vin, 5 deniers, de même un minot de sel sur chaque muid de sel. »
En 1424, Charles VII devenu roi accordait de plus à son chancelier, outre les trois anciennes foires qui se tenaient dans le bourg à la Saint-Luc, à la Saint-Matthieu, à la Sainte-Catherine, 3 nouvelles foires à tenir les mardis après l'Ascension et la Saint-Jean-Baptiste, avec marchés et assemblées tous les mardis, qui furent transférés à Cunaud ainsi que les foires en décembre 1762.
En 1435, ces privilèges royaux qui enrichissaient le pays (sans doute aux dépens des anciens marchés de Gennes) et qui rapportaient surtout au seigneur de beaux droits de prévôté, permirent au chancelier Le Maçon d'entreprendre et d'achever la reconstruction de son manoir et surtout du principal donjon. Le bourg qu'il abritait était devenu un véritable centre d’activité. Ses foires, ses péages, son port, l'importance de ses seigneurs y attiraient des populations de tout genre et avec elles aussi plus d'une misère. Il y existait, vers le XIVe siècle, une Maison-Dieu et une aumônerie, et quand Le Maçon mourut, il venait d'y « établir une maladrerie pour ladres, parce qu'il y est survenu pauvres gens mallades d'icelle maladie ». Le 8 mars 1479 et le lendemain, le roi Louis XI visita cette "Maladerie de Saint-Ladre pres Angers".
Le tombeau du chancelier Le Maçon existe encore dans l'église de Trèves avec sa statue. Sa succession est disputée entre son neveu Jean La Maçon et sa veuve Jeanne de Mortimer/de Mortemer, qui transmet à son 2e mari Guy d'Acigné (d'Aussigny) (1445) ; puis une petite-nièce du chancelier, Roberte Fillastre, transmet à son mari Jean de Montécler(c) d'Huillé : < Parents de Charles de Montécler, < père de - René, baron de Trèves, et de - Marie/Françoise de Montécler qui épouse René de Villeprouvée (fl. 1474, 1489 ; Villeprouvée à St-Aubin semble-t-il ; il existe aussi Villeprouvée à Ruillé) ; leur fils < François de Villeprouvée est cité en 1491, et sa fille < Guyonne de Villeprouvée en 1559 et 1566, femme de Guy d'Avaugour (issu de la 1re Maison d'Avaugour) : leur fille < Claude d'Avaugour (fl. 1570, 1582) marie Jacques de Clérembault vicomte en partie du Grand-Montrevault, d'où < Jacqueline de Clérembault, femme de Pierre Ier de Laval-Lezay (1590).
En 1616, leur fils < Pierre II de Laval, capitaine de 50 hommes d'armes et baron de Lezay, agrandit et embellit de nouveau le château de Le Maçon.
Aux deux corps distincts et anciens du logis, Pierre de Laval fait ajouter un pavillon neuf d'habitation desservi par un grand jardin en terrasse. Devant le pont-levis, s'élevait encore au XVIIe siècle une motte dite la motte de Monsoreau qui avait sans doute porté le manoir primitif et qui, restée nue et vide jusqu'au XVIe siècle, fut alors chargée d'un corps de logis adossé à la chapelle reconstruite. Vers l'est était une autre motte, dite Barbacane (ouvrage de défense en avant du pont-levis). Vers la rivière et devant la tour qu'en séparait seulement un second jardin bas planté en verger, des Halles logeaient les marchands venus aux foires et les bouchers détaillants. Au haut des halles se tenait l'auditoire où le sénéchal rendait tous les quinze jours la justice pour les tenanciers de 17 paroisses. Tout auprès, dans la vallée, vers le coteau, s'étendaient autrefois deux étangs dont un seul était encore conservé au XVIIe siècle. Celui-ci alimentait à travers le jardin par un canal en pierres de taille un moulin banal qu'y avait construit Le Maçon et où le seigneur prélevait le vingtième du blé apporté. Sur un des quatre îlots de la Loire dépendants du domaine étaient plantés les piliers de justice. Le seigneur avait le droit de prélever sur les pêcheurs le premier saumon pris. Il donnait cinq sous à qui le lui apportait. Par contre, les autres pêcheurs ne devant pas de saumon payaient en monnaie au seigneur le surplus de cinq sous que leur premier saumon pris pouvait valoir. En plus chaque filet devait au château une nuit de travail. Le mardi-gras de chaque année, près de la borne qui séparait le fief de la baronnie et celui du prieuré de Cunaud, on voyait venir le cuisinier et le boulanger du prieur, l'un « garny de sa lardouère », l'autre « garny de son bluteau » avec leurs aides portant une pièce de bœuf d’un pied carré, trois pintes de vin dans un baril et une miche. Le seigneur de Trèves se trouvait là, et avec lui, sans doute, des pauvres pour en profiter.
Le maréchal de France, Maillé de Brezé, fit intervenir la haute influence du cardinal de Richelieu, son beau-frère, pour violenter les refus persistants d'Hilaire de Laval, fils de Pierre II. Le cardinal ministre, en son propre nom, par acte du 8 mars 1642, se porta acquéreur, moyennant 200 000 livres dont 114 000 étaient déjà réclamées par les créanciers, et transmit le 16 la baronnie au maréchal, dont la fille unique Claire-Clémence de Maillé venait d'épouser le Grand Condé.
À peine entré en possession, le maréchal de Maillé, pour empêcher Hilaire de Laval de bénéficier du privilège de retrait lignager qui permettait à une famille seigneuriale de recouvrer son domaine vendu, moyennant restitution du prix payé, se hâta de démolir une grande partie des travaux de Pierre de Laval et d'abandonner le reste à la destruction du temps, de telle sorte que quelques années après Rigaud, régisseur des châteaux de Trèves et de Milly pour le compte de Mlle de Clermont, fille du Grand Condé et de Claire-Clémence, lui écrivait dans un rapport que les habitations étaient en ruine et que d'immenses travaux seraient nécessaires pour les rendre habitables.
Devaient hommage à Trèves :
1. Le fief de la Harielle, possédé par M. de Joreau ;
2. Le fief de l'Étang de Gennes, possédé par M. de Rochefort ;
3. Le fief de la Gennevraie, possédé par M. Buvau ;
4. Le fief de Sarré, possédé par M. de Neuville ;
5. Le fief de Lignières en Sarré, possédé par M. de Maurepas.

Le fief de Lignières en Sarré pourrait bien avoir été le manoir situé à Bouchette près de la maison Cahu.
À propos des rentes dues à Trèves, Rigault, partant du principe que la levée de la Loire est construite sur le vrai fond de la baronnie, des rentes afférentes lui sont dues sur les deux rives, depuis Pocé, en la paroisse de Distré, jusqu'à Coutures.
En 1747, par échange du 23 mars, la terre de Trèves passa de la famille des Condé au comte Louis-César d'Estrées et au maréchal Adrien-Maurice de Noailles qui quatre jours après en firent cession pour la somme de 510 000 livres à Jean II de Stapleton (1696-1776), seigneur et négociant irlandais, un des compagnons du roi Jacques II, sgr. d'Ervallières, armateur, planteur à St-Domingue, avec les châtellenies de Milly, Pocé, Villeneuve-Maillard, Sourches, Mardron, la Tour de Ménives, toutes celles de Gennes que nous venons d'énumérer plus haut. C'est en faveur de ce nouveau venu que Louis xv, par lettres du 23 août 1747, érigea la baronnie en comté, en ajoutant aux seigneuries ci-dessus nommées les terres de Laillou, Baucheron, Virollais, Saugré, la Mimerolle, les Noyers Aménard et Laleau. Dès 1750, il fait abattre le château de Trèves, n'en conservant que le donjon. Un immense escalier monumental y donne accès. L'escalier intérieur dessert diverses salles voûtées, nues et désertes. Des cuisines occupent le soubassement ; plus bas encore sont les prisons. La fille de Stapleton, Marie de Stapleton, dernière dame de Trèves, épouse en 1774 Jean-Baptiste-Charles de/du Laurens.
Le domaine de Clementiniaeum avait été primitivement donné par les rois Pépin et Charlemagne à l'abbaye de Saint-Aubin d'Angers qui en fit une paroisse. Les moines de cette abbaye établirent deux prieurés : celui de Saint-Aubin et celui de Saint-Macé, chacun avec leur chapelle (cf. chapelle Saint-Macé). Les gens de Trèves ne devaient à leur seigneur que le service militaire, sous les ordres d'un agent de l'abbaye, pour le compte des barons. Ils étaient exempts de toutes les autres redevances féodales.

### Époque contemporaine
Entre 1790 et 1794, Chenchute absorbe Les Tuffeaux, formant Chenchute et les Tuffeaux, puis en 1839, Trêves absorbe Cunault, formant Trêves-Cunault ; enfin le 1er janvier 1974, Chênehutte-les-Tuffeaux et Trèves-Cunault sont réunies par fusion-association pour devenir Chênehutte-Trèves-Cunault.
En janvier 2016, Chênehutte-Trèves-Cunault intègre la commune nouvelle de Gennes-Val de Loire, regroupant cinq des dix communes membres de la communauté de communes du Gennois, dont la création est officialisée par arrêté préfectoral du 5 octobre 2015, puis celle de Gennes-Val-de-Loire en 2018.

## Politique et administration

### Administration municipale

#### Administration actuelle
Depuis le 1er janvier 2016, Chênehutte-Trèves-Cunault constitue une commune déléguée au sein de Gennes-Val de Loire et, depuis le 1er janvier 2018, de Gennes-Val-de-Loire. Elle dispose d'un maire délégué.
| Période        | Période        | Identité        | Étiquette | Qualité |
| -------------- | -------------- | --------------- | --------- | ------- |
| janvier 2016   | mai 2020       | Benoît Lamy     |           |         |
| mai 2020       | septembre 2021 | Stéphanie Elie  |           |         |
| septembre 2021 |                | Gwénaël Verger, |           |         |

#### Administration ancienne
| Période                                  | Période       | Identité                     | Étiquette | Qualité                          |
| ---------------------------------------- | ------------- | ---------------------------- | --------- | -------------------------------- |
| Les données manquantes sont à compléter. |               |                              |           |                                  |
| 1974                                     | juin 1995     | Maurice d'Estribaud de Gorre | DVD       |                                  |
| juin 1995                                | mars 2008     | René Foulon                  |           | Champignonniste retraité         |
| mars 2008                                | mars 2014     | Jacques Rétif                |           | Consultant d'entreprise retraité |
| mars 2014                                | décembre 2015 | Benoît Lamy                  |           |                                  |

### Ancienne situation administrative
Jusqu'en 2016 la commune est membre de la communauté de communes du Gennois, elle-même membre du syndicat mixte Pays de Loire en Layon.

## Population et société

### Démographie

#### Évolution démographique
L'évolution du nombre d'habitants est connue à travers les recensements de la population effectués dans la commune depuis 1793. À partir du 1er janvier 2009, les populations légales des communes sont publiées annuellement dans le cadre d'un recensement qui repose désormais sur une collecte d'information annuelle, concernant successivement tous les territoires communaux au cours d'une période de cinq ans. 
Pour les communes de moins de 10 000 habitants, une enquête de recensement portant sur toute la population est réalisée tous les cinq ans, les populations légales des années intermédiaires étant quant à elles estimées par interpolation ou extrapolation. Pour la commune, le premier recensement exhaustif entrant dans le cadre du nouveau dispositif a été réalisé en 2005,.
En 2013, la commune comptait 1 031 habitants, en évolution de −1,9 % par rapport à 2008 (Maine-et-Loire : +3,3 %, France hors Mayotte : +2,49 %).
| 1793 | 1800  | 1806  | 1821 | 1831  | 1836  | 1841  | 1846  | 1851 |
| ---- | ----- | ----- | ---- | ----- | ----- | ----- | ----- | ---- |
| 980  | 1 010 | 1 071 | 989  | 1 106 | 1 085 | 1 078 | 1 078 | 995  |

| 1856 | 1861 | 1866 | 1872 | 1876 | 1881 | 1886 | 1891 | 1896 |
| ---- | ---- | ---- | ---- | ---- | ---- | ---- | ---- | ---- |
| 949  | 907  | 915  | 854  | 873  | 852  | 897  | 857  | 773  |

| 1901 | 1906 | 1911 | 1921 | 1926 | 1931 | 1936 | 1946 | 1954 |
| ---- | ---- | ---- | ---- | ---- | ---- | ---- | ---- | ---- |
| 765  | 732  | 735  | 647  | 628  | 621  | 582  | 621  | 670  |

| 1962 | 1968 | 1975  | 1982  | 1990  | 1999  | 2005  | 2010  | 2013  |
| ---- | ---- | ----- | ----- | ----- | ----- | ----- | ----- | ----- |
| 613  | 608  | 1 008 | 1 135 | 1 153 | 1 102 | 1 092 | 1 038 | 1 031 |

#### Pyramide des âges
La population de la commune est relativement âgée. Le taux de personnes d'un âge supérieur à 60 ans (28,1 %) est en effet supérieur au taux national (21,8 %) et au taux départemental (21,4 %).
Contrairement aux répartitions nationale et départementale, la population masculine de la commune est supérieure à la population féminine (50,7 % contre 48,7 % au niveau national et 48,9 % au niveau départemental).
La répartition de la population de la commune par tranches d'âge est, en 2008, la suivante :
- 50,7 % d’hommes (0 à 14 ans = 17,7 %, 15 à 29 ans = 11,7 %, 30 à 44 ans = 19,9 %, 45 à 59 ans = 24,5 %, plus de 60 ans = 26,2 %) ;
- 49,3 % de femmes (0 à 14 ans = 14,5 %, 15 à 29 ans = 12,6 %, 30 à 44 ans = 21 %, 45 à 59 ans = 21,7 %, plus de 60 ans = 30,1 %).

| Hommes | Classe d’âge | Femmes |
| ------ | ------------ | ------ |
| 0,2    | 90 ans ou +  | 0,9    |
| 8,7    | 75 à 89 ans  | 11,0   |
| 17,3   | 60 à 74 ans  | 18,2   |
| 24,5   | 45 à 59 ans  | 21,7   |
| 19,9   | 30 à 44 ans  | 21,0   |
| 11,7   | 15 à 29 ans  | 12,6   |
| 17,7   | 0 à 14 ans   | 14,5   |

| Hommes | Classe d’âge | Femmes |
| ------ | ------------ | ------ |
| 0,4    | 90 ans ou +  | 1,1    |
| 6,3    | 75 à 89 ans  | 9,5    |
| 12,1   | 60 à 74 ans  | 13,1   |
| 20,0   | 45 à 59 ans  | 19,4   |
| 20,3   | 30 à 44 ans  | 19,3   |
| 20,2   | 15 à 29 ans  | 18,9   |
| 20,7   | 0 à 14 ans   | 18,7   |

#### Population des anciennes communes
| 1793 | 1800  | 1806  | 1821 | 1831  | 1836  | 1841  | 1846  |
| ---- | ----- | ----- | ---- | ----- | ----- | ----- | ----- |
| 980  | 1 010 | 1 071 | 989  | 1 106 | 1 085 | 1 078 | 1 078 |

| 1851 | 1856 | 1861 | 1866 | 1872 | 1876 | 1881 | 1886 |
| ---- | ---- | ---- | ---- | ---- | ---- | ---- | ---- |
| 995  | 949  | 907  | 915  | 854  | 873  | 852  | 897  |

| 1891 | 1896 | 1901 | 1906 | 1911 | 1921 | 1926 | 1931 |
| ---- | ---- | ---- | ---- | ---- | ---- | ---- | ---- |
| 857  | 773  | 765  | 732  | 735  | 647  | 628  | 621  |

| 1936 | 1946 | 1954 | 1962 | 1968 | 1972 | - | - |
| ---- | ---- | ---- | ---- | ---- | ---- | - | - |
| 582  | 621  | 670  | 613  | 608  | -    | - | - |

| 1793 | 1800 | 1806 | 1821 | 1831 | 1836 | 1841 | 1846 |
| ---- | ---- | ---- | ---- | ---- | ---- | ---- | ---- |
| 336  | 254  | 263  | 315  | 312  | 783  | 795  | 795  |

| 1851 | 1856 | 1861 | 1866 | 1872 | 1876 | 1881 | 1886 |
| ---- | ---- | ---- | ---- | ---- | ---- | ---- | ---- |
| 810  | 827  | 870  | 869  | 850  | 802  | 803  | 770  |

| 1891 | 1896 | 1901 | 1906 | 1911 | 1921 | 1926 | 1931 |
| ---- | ---- | ---- | ---- | ---- | ---- | ---- | ---- |
| 702  | 651  | 628  | 544  | 540  | 482  | 501  | 516  |

| 1936 | 1946 | 1954 | 1962 | 1968 | 1972 | - | - |
| ---- | ---- | ---- | ---- | ---- | ---- | - | - |
| 502  | 446  | 472  | 440  | 416  | -    | - | - |

| 1793 | 1800 | 1806 | 1821 | 1831 | 1836 | 1838 | - |
| ---- | ---- | ---- | ---- | ---- | ---- | ---- | - |
| 365  | 307  | 348  | 404  | 427  | -    | -    | - |

### Vie locale
Ce village ligérien est distingué par le label départemental Villages de charme.

## Économie
Sur 75 établissements présents sur la commune à fin 2010, 27 % relevaient du secteur de l'agriculture (pour une moyenne de 17 % sur le département), 3 % du secteur de l'industrie, 9 % du secteur de la construction, 51 % de celui du commerce et des services et 11 % du secteur de l'administration et de la santé.

## Culture locale et patrimoine

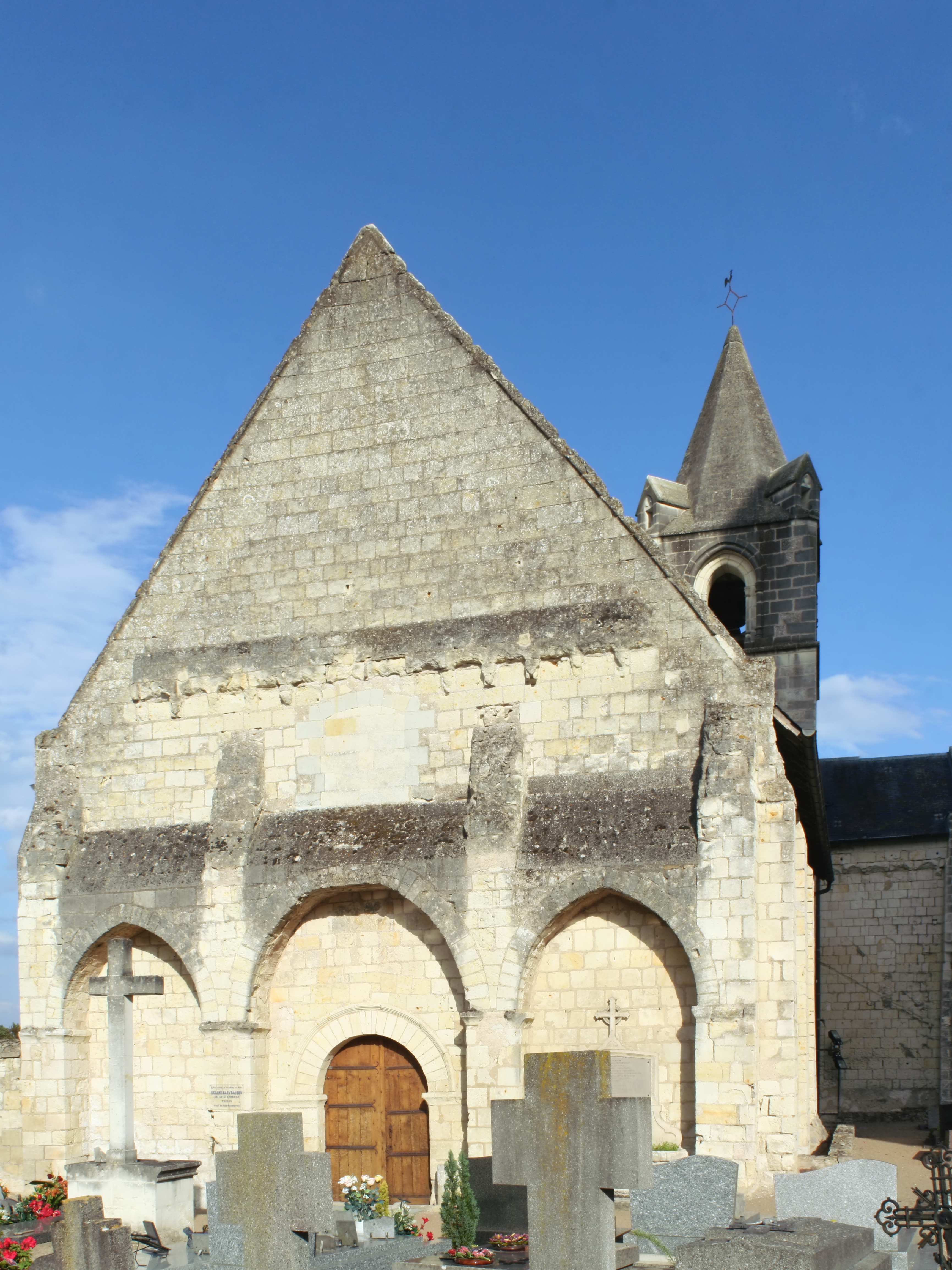
Façade occidentale de l'église Saint-Aubin.

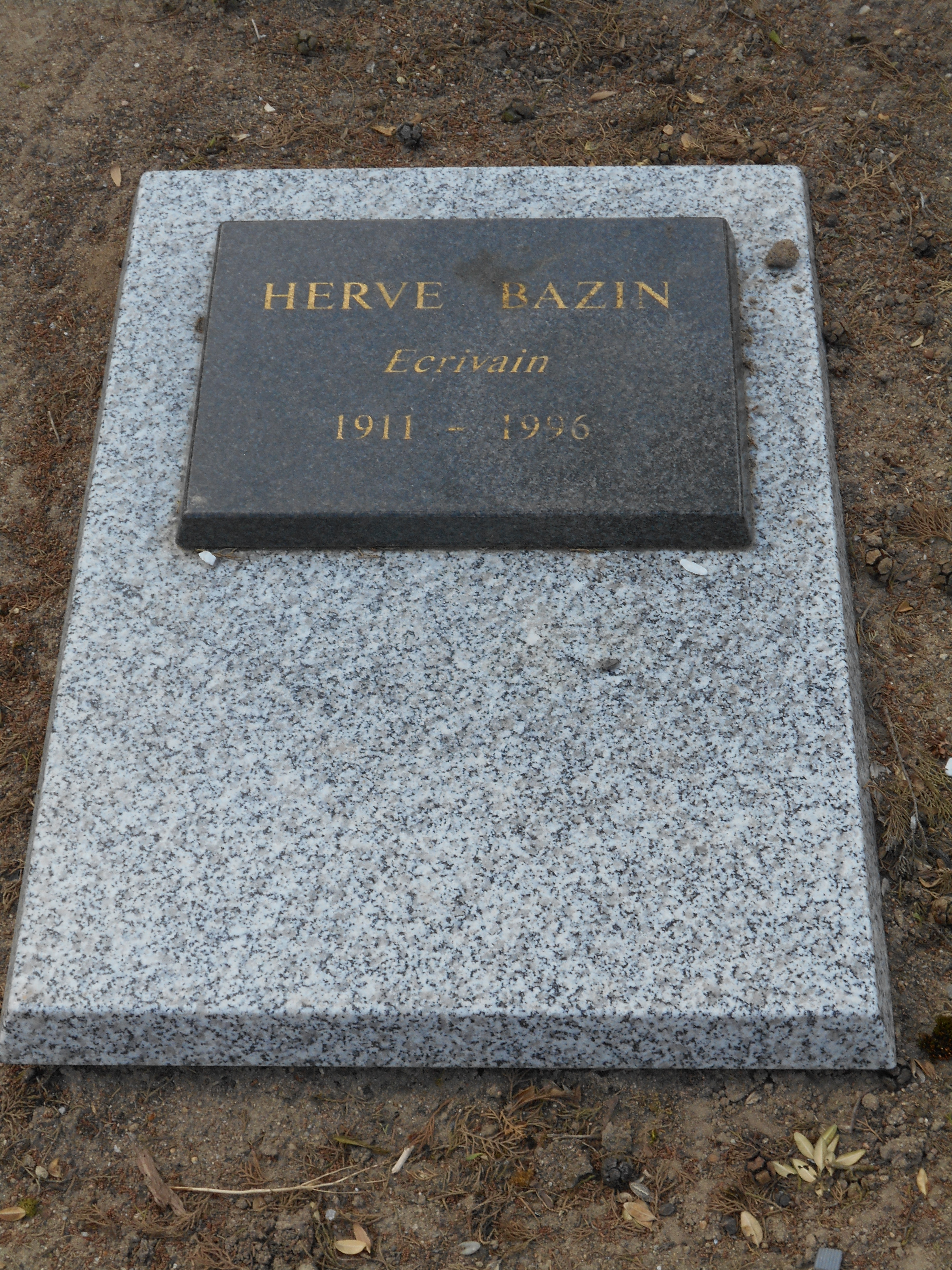
Pierre tombale d'Hervé Bazin au cimetière de Cunault.

### Lieux et monuments
- La Tour de Trèves : elle date du XVe siècle —  Classée MH (1904)[36].
- L'église prieurale Notre-Dame de Cunault est de style roman, date du Moyen Âge —  Classée MH (1846)[37].
- L'église Saint-Aubin —  Classée MH (1862)[38].
- L'église Saint-Maxenceul —  Classée MH (1946)[39].
- L'église des Tuffeaux —  Classée MH (1914)[40].
- Camp des Romains —  Classé MH (1987)[41].
- Chapelle Saint-Macé —  Classée MH (1862)[42].
- Hermitage Saint-Jean -  Inscrit MH (1995)[43].
- La Maison du Prieur de Cunault -  Inscrit MH (1926)[44]

### Personnalités liées à la commune
- Jean de Stapleton (1696-1776), seigneur irlandais qui acheta les terres du domaine de Trèves, et le château de Trèves qu'il reconstruit.
- Armand Rivière (1822-1891), né et mort à Chénehutte-les-Tuffeaux, maire républicain de Tours en 1879, député d'Indre-et-Loire de 1879 à 1889[45].
- Gustave Pimienta (1888-1982), sculpteur, fit de La Colombière son lieu d'habitation et d'atelier pendant une trentaine d'années jusqu'en 1982[46].
- Hervé Bazin (1911-1996), l'écrivain passa les dernières années de sa vie à Cunault. Une pierre tombale, portant son nom et ses dates de naissance et de décès, est visible dans le cimetière de Cunault.